# Salang
Der Salang ist ein linker Nebenfluss des Ghorband in der nördlich der afghanischen Hauptstadt Kabul gelegenen Provinz Parwan.

## Verlauf
Der Salang entspringt am Salangpass im Hindukusch im Norden der Provinz Parwan. Er fließt anfangs in südöstlicher, später in südlicher Richtung durch das Bergland. Die Fernstraße von Tscharikar nach Pol-e Chomri folgt dem Flusslauf. Nach etwa 30 km trifft der Salang auf den von Westen kommenden Ghorband. Das Einzugsgebiet des Salang umfasst ca. 500 km². Der mittlere Abfluss liegt bei 10 m³/s.

## Hydrometrie
Mittlerer monatlicher Abfluss des Salang (in m³/s) am Pegel Bagh-i-Lala
gemessen von 1961–1980